# ロレンツォ・ヴァッラ

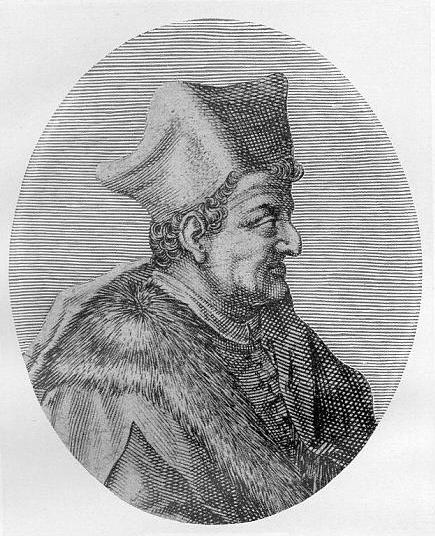
ロレンツォ・ヴァッラ

ロレンツォ・ヴァッラ（Lorenzo Valla, 1407年 - 1457年8月1日）は、15世紀イタリアの人文主義者。『コンスタンティヌスの寄進状』を偽書と指摘した。ヴァラとも表記される。

## 来歴
彼はローマでピアツェンツァの家に生まれた 。古典を研究し、各地を遍歴したのちナポリ王アルフォンソ1世の元に身を寄せる。教皇領がローマ皇帝から寄進されたことの根拠とされてきた『コンスタンティヌスの寄進状』が偽書であることを文献学的に証明する。
また、教皇至上説を批判したため、ときの教皇エウゲニウス4世を怒らせ、異端審問所に告発された。しかし次の教皇ニコラウス5世は寛容なところを見せ、ヴァラをローマ教皇庁に招いて古典研究に従事させた。のちサン・ジョバンニ・イン・ラテラノ大聖堂の聖職者となる。
当時唯一の正典として権威を持っていたヴルガータ聖書の誤りを指摘した。これは、文献学が聖書の権威に対しても力を発揮しえたこととしても重要であり、のちにエラスムスにも影響を与えることになった。
エピクロスを再評価し、人間の快楽追求を肯定する論文『快楽論』（1431年）を書いている。

## 日本語訳
- 『「コンスタンティヌスの寄進状」を論ず』 高橋薫訳（水声社、2014年）
- 『快楽について』 近藤恒一訳（岩波文庫、2014年）